# Archeologické prameny

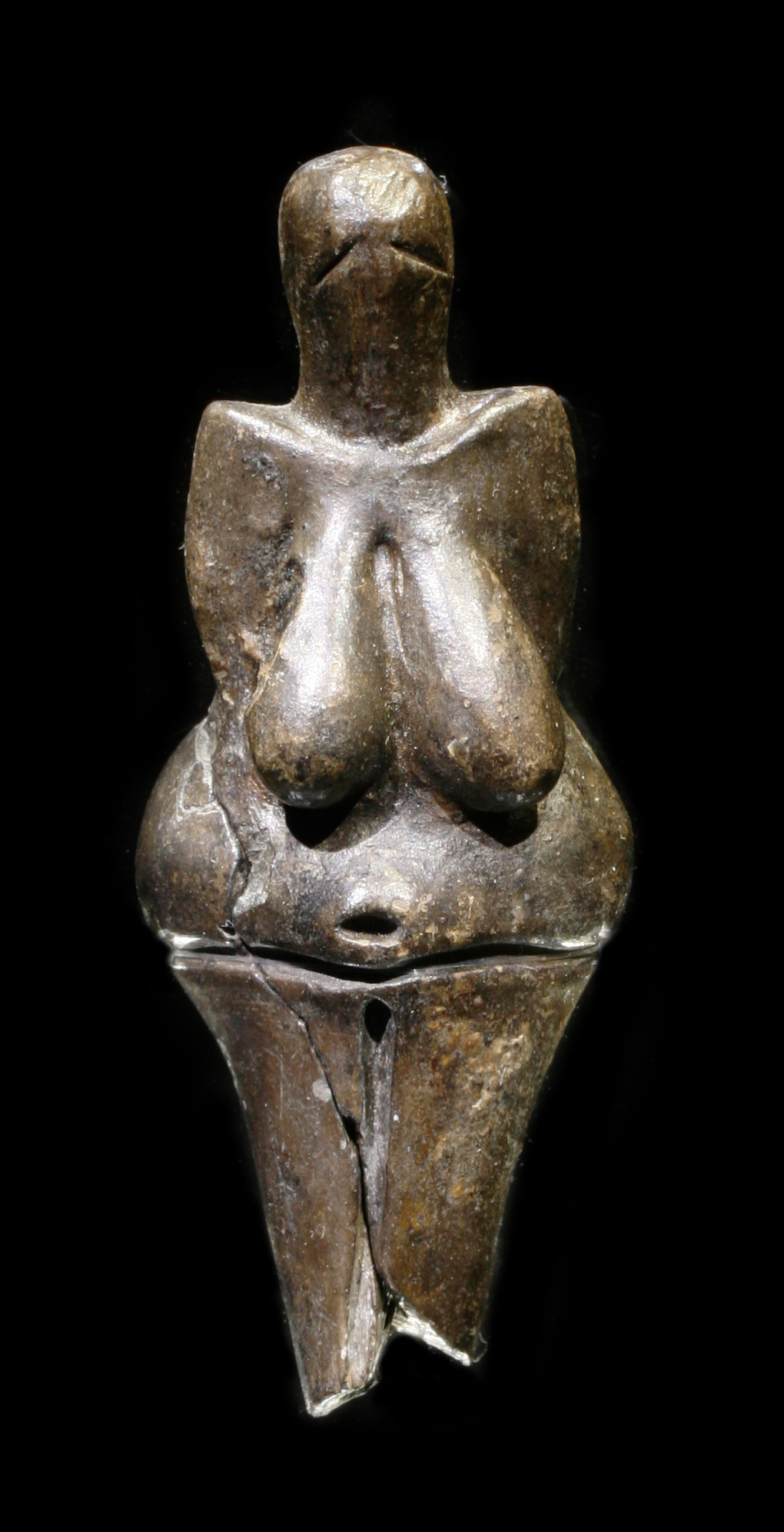
Věstonická venuše – příklad artefaktu

Archeologické prameny jsou všechny hmotné předměty a jejich soubory, které nesou nepsanou informaci o lidském světě v minulosti. Písemnými prameny se zabývá historie, doklady o minulosti z doby před vznikem člověka studuje paleontologie a geologie. Archeologické prameny se nachází zpravidla v zemi, mohou však být zachyceny jak na povrchu, tak například pod vodou. Získávány jsou nejčastěji archeologickým výzkumem.

## Dělení archeologických pramenů
Existuje mnoho různých způsobů dělení archeologických pramenů, například:
- podle materiálu – předměty kovové, kamenné, keramické, dřevěné, kostěné aj.
- podle manipulovatelnosti – předměty movité a nemovité
- podle účelu – keramika, nástroje, zbraně, ozdoby, opevnění, hrob, dům, vesnice aj.

Dále je možné archeologické prameny dělit na artefakty, ekofakty a přírodní prameny. Toto členění podrobně zpracoval Evžen Neustupný.

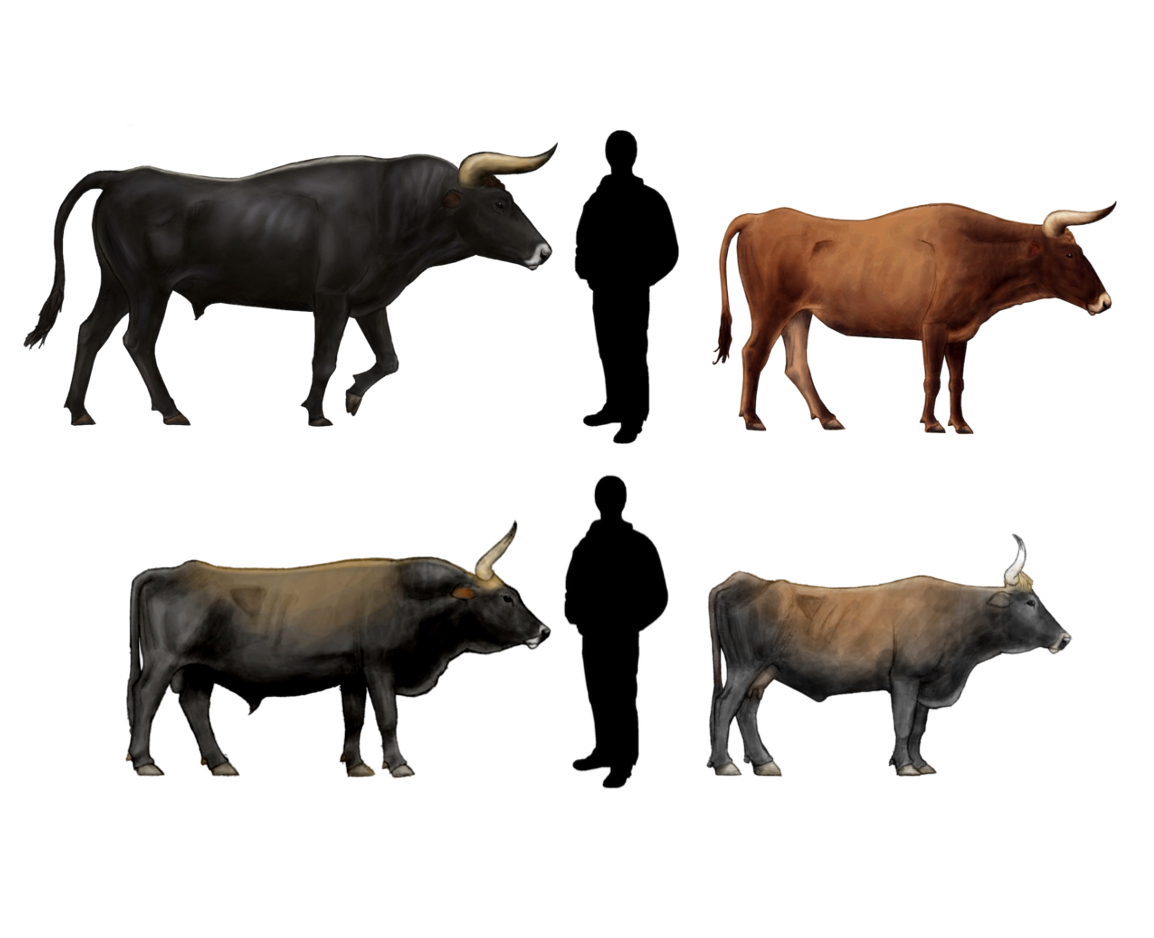
Porovnání velikosti tura divokého a domácího - příklad ekofaktu

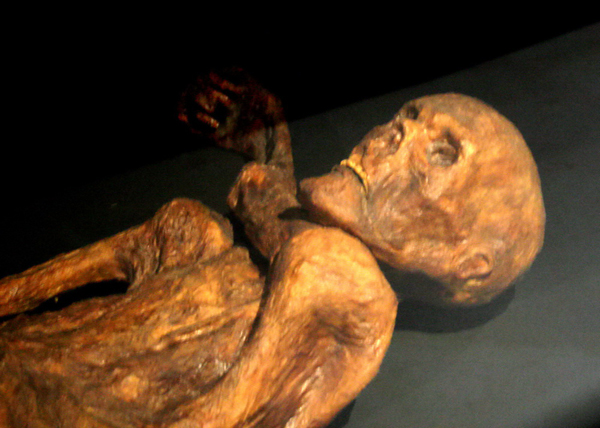
Ötzi – mumie z ledovce

Jako artefakt se označuje předmět, který člověk zcela záměrně vytvořil. Artefakty mohou mít velmi odlišný charakter, neboť k nim patří nejen jednotlivé předměty jednoduché (nádoba) a kombinované (dřevěný šíp s kamenným hrotem), ale také předměty komplexnější, složené ze samostatných dílů (oděv, dům).
Ekofakt je takový předmět, který vznikl bez záměrného působení člověka jako vedlejší produkt jeho činnosti. Zároveň se však jedná o předmět, který by bez lidského působení nevznikl. Sem patří například uhlíky z vyhaslého ohniště, hospodářská zvířata a plodiny, pozměněné více či méně záměrným šlechtěním nebo vzhled krajiny, změněný vykácením lesa. Také současná podoba lidského těla, se vzpřímenou páteří a schopností bipedie je v podstatě ekofaktem. I tento druh pramenů obsahuje velmi mnoho cenných informací.
Přírodní prameny jsou takové, které člověk nijak neovlivnil, ale které mohly ovlivnit jeho. Jedná se například o data historické klimatologie, geologie, hydrologie či pedologie. Přírodní prameny mohou rovněž vypovídat o životě v minulosti – např. pylová zrna nebo jezerní sedimenty lze využít k rekonstrukci minulého životního prostředí.

## Dochování archeologických pramenů
Různé archeologické prameny se dochovávají odlišně, zejména díky rozličným transformacím, kterými procházejí. Během nich se mění kvalita i kvantita archeologických pramenů. Ty proto nedávají jednoduše uchopitelný obraz o životě v minulosti, jsou naopak „mrtvé“, vytržené z původního světa a souvislostí. Množství informací, které lze pozorovat v živé kultuře (například v etnografii), je v archeologických pramenech nenávratně ztraceno a badatelé na ně usuzují pouze nepřímo.
Archeologické prameny se mohou nacházet značně porušené, ve fragmentárním stavu a mnohdy i na jiném místě než na jakém byly původně používány, například když byly střepy z rozbité nádoby odneseny z domu na smetiště. Velké množství materiálu může být přemístěno i kvůli erozi.
Mnohé archeologické prameny téměř beze zbytku zanikají. Typickým příkladem jsou organické materiály. Zatímco kamenné nástroje nebo keramické střepy se dochovají téměř neporušené, textilie a předměty ze dřeva či kůže se při archeologických výzkumech nalézají jen vzácně. K zachování organických materiálů jsou potřeba specifické podmínky, které zabraňují rozkladu. Takovou podmínkou bývá nejčastěji zvýšená vlhkost ve studnách, odpadních jímkách nebo mokřinách. Textilie nebo dřevo také mohou být dochovány díky korozním vrstvám kovů, které je fixují (náramek na ruce zemřelého uchovává i tkaninu rukávu). Organické materiály se nalézají i díky suchým hrobkám s dobře proudícím vzduchem (peruánské mumie), mrazu (Ötzi) nebo soli (Hallstattské solné doly).